# アップサイジング (データベース)
アップサイジング (英: upsizing)はマイクロソフトによる造語で、Microsoft AccessデータベースをMicrosoft SQL Serverにアップグレードするためのプロセスのこと。これにより、Microsoft Accessをデータベースをフロントエンドとして引き続き利用しつつ、バックエンドは別のローカルまたはリモートのSQL Serverによって提供されるため、生産性とデータ量が大幅に向上する。バージョン2000以降のMicrosoft Accessには、Microsoft SQL Serverへのデータ移行を容易にする特別なアップサイジングウィザードが実装されている。現在、アップサイジングでサポートされている他のRDBMSは存在しない。

## アップサイジング戦略
データベースをAccessからSQL Serverに移行する方法には2つの戦略がある。
1. マイクロソフトのODBCを使用して、ADOを介してリモートデータベースにアクセスする。
2. Microsoft SQL Serverとのより「ネイティブな」統合を可能にするAccessプロジェクト（Microsoft Access 2000以降で利用可能）の使用。

最初の戦略は、多くの場合、ステージ2のSQL Serverでの完全な移行に向けた最初のステップと見なされ 、戦略2の一部と見なすことができる。各戦略の特性については、以下の表を参照のこと。
| パラメータ           | 戦略1 | 戦略2 |
| -------------------- | --- | --- |
| データベースアクセス | ADOを使用したODBC経由。戦略2よりもやや遅い。                                                                         | Access Project （.adp）を使用したMicrosoft SQL Serverとのネイティブ統合、 ADOを使用したデータアクセス |
| 統合                 | （ほぼ）すべてのRDBMSと統合可能                                                                                      | Microsoft SQL Serverのみのネイティブサポート |
| アクセスの役割       | Microsoft Jet Database EngineとVBAの全機能を備えたデータベースフロントエンドとして機能。 (シッククライアントと比較） | 機能が制限されたデータベースフロントエンドとして機能。ローカルテーブルは許可されない。 クエリは通常、データベースビューに変換され、データを操作するVBAコードは、サーバーに保存されているプロシージャに変換される。 (シンクライアントと比較） |

## アップサイジングの実行
他のデータ移行手順と同様に、Microsoft Accessデータベースのアップサイジングでは、データベース構造とソースコードの基本的なリファクタリングが必要である。この手順のいくつかの側面はアップサイジングウィザードによって自動化されるが、それでも人手必要とする箇所が多くある。アップサイジングでは、以下の変更を行う必要がある。
1. DAOからADOへのデータアクセスインターフェイスの完全な変更。
2. Microsoft JET SQLからTransact-SQLへの大幅な変更 。
3. オブジェクト（テーブル、列など）の名前の大幅な変更。
4. 「アップサイズ」後のテクノロジーであるADOとMicrosoft SQL Serverの新機能を最適に使用するためのソースコードの再認識。